# Jackie Ronne
Jackie Ronne, pseudonimo di Edith Ronne, nata Edith Anna Maslin (Baltimora, 13 ottobre 1919 – Bethesda, 14 giugno 2009), è stata un'esploratrice statunitense, prima donna a far parte di una spedizione antartica.

## Biografia
Nacque a Baltimora, in Maryland, nel 1919 da Charles Jackson Maslin e sua moglie Elizabeth Parlett, venendo cresciuta in una famiglia conservatrice; da giovane ha inoltre vissuto presso gli zii a Chevy Chase. Trascorse tre estati al campeggio estivo femminile di scout Camp May Flater in Virginia e fu qui che coniò il nomignolo "Jackie"; durante il campo infatti le ragazze utilizzavano il nome del padre sostituendovi alla fine le lettere "ie".
Si trasferì in Ohio a Wooster per frequentare il College, dove trascorse due anni prima di passare all'Università George Washington di Washington D.C., dove si laureò in storia nel 1940; fu proprio all'università che iniziò ad utilizzare il nomignolo Jackie con maggiore frequenza. Fece inoltre parte della sorellanza Phi Mu. Dopo la laurea iniziò a lavorare come dattilografa presso la National Geographic Society per poi passare al Dipartimento di Stato. Nel 1942 incontrò ad un appuntamento al buio Finn Rønne, esploratore norvegese naturalizzato statunitense di 20 anni più grande di lei; i due si innamorarono e si sposarono nel marzo 1944.
Nel 1946 il marito iniziò ad organizzare la Ronne Antarctic Research Expedition (RARE); Jackie era convinta che avrebbe raggiunto al massimo Beaumont, in Texas, per salutare Finn prima della partenza ma quest'ultimo la convinse inizialmente a raggiungere almeno Panama. La spedizione partì per Panama il 25 gennaio 1947 e Jackie insistette per far venire anche la moglie del capo-pilota Harry Darlington, Jennie; una volta giunti a Panama il viaggio fu prolungato a Valparaíso ed una volta giunti Finn insistette affinché Jackie accompagnasse la spedizione fino in Antartide. La presenza di una donna in una spedizione artica era una novità per l'epoca e vi erano numerosi dubbi sia tra gli altri membri della spedizione che per la stessa Jackie, che voleva evitare di distogliere l'attenzione dalle finalità scientifiche del viaggio. Nonostante i dubbi sia Jackie che Jennie presero parte alla spedizione, diventano entrambe le prime donne a mettere fisicamente piede in Antartide e a passarvi almeno un inverno.
La spedizione, stazionata presso la Base Est, esplorò oltre 250000 metri quadrati della penisola Antartica e lungo il mare di Weddell, parte dei quali all'epoca sconosciuti, e la porzione più meridionale di questi territori fu ribattezza Edith Ronne Land, divenendo poi nota dietro richiesta della stessa Jackie come piattaforma di ghiaccio Ronne (Ronne Ice Shelf), parte della più ampia piattaforma di ghiaccio Filchner-Ronne. Durante la spedizione Jackie fu incaricata di gestire le comunicazioni, i rapporti coi media e la parte storica, occupandosi anche di geofisica. La spedizione fu un successo, nonostante i continui litigi tra i membri dovuti alle difficili condizioni di vita, e tra i maggiori risultati ottenuti vi fu la prova che l'Antartide fosse un unico continente.
Nel 1951 la coppia ebbe la propria unica figlia, Karen. Jackie tornò diverse volte in Antartide, pur avendo giurato che non vi avrebbe fatto ritorno, e nel 1971 divenne la settima donna a raggiungere il polo sud. Le sue spedizioni in Antartide, dove tornò almeno altre 15 volte, e nel resto del mondo proseguirono anche dopo la morte del marito nel 1980 e grazie ai suoi meriti fu insignita della Antarctic Service Medal nel 1964. Nel 1995 tornò alla Base Est e colse l'occasione per rileggere il suo diario di spedizione del 1947; ciò la preparò alla pubblicazione del suo libro Antarctica's First Lady, pubblicato nel 2004-2005. Strenua sostenitrice del primo trattato antartico, fu spesso chiamata a tenere conferenze e lezioni sull'Antartide. Nel 2004 le fu concesso di firmare il globo dell'American Geographical Society, un onore riservato ai maggiori esploratori ed aviatori del mondo.

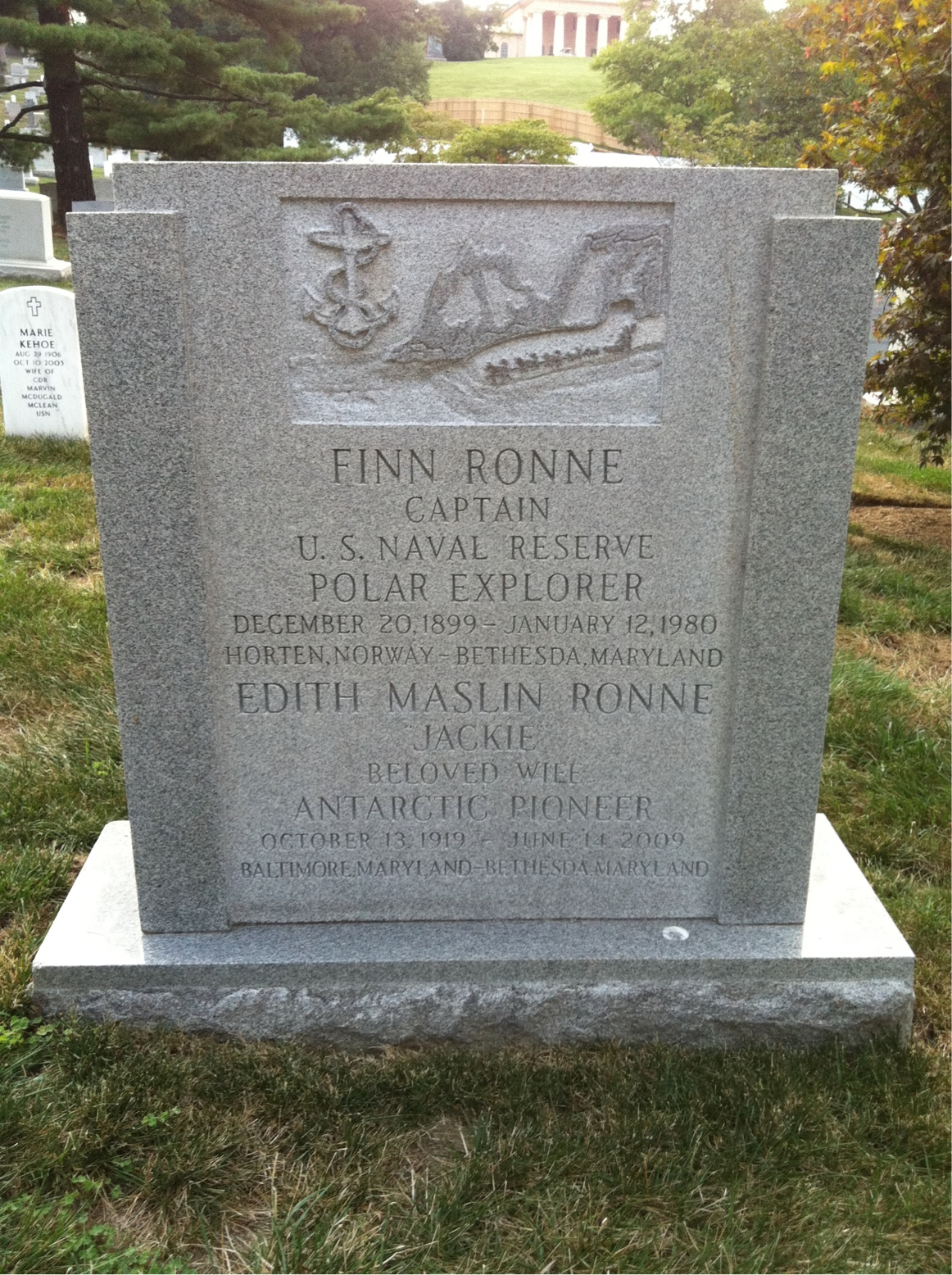
Lapide di Finn e Jackie Ronne presso il Cimitero nazionale di Arlington.

Morì il 14 giugno 2009 a Bethesda, in Maryland, dove aveva vissuto per almeno 50 anni. Fu poi sepolta insieme al marito presso il Cimitero nazionale di Arlington.